# Angry Birds Rio
Angry Birds Rio is het derde spel in de Angry Birds-computerspelserie en kwam uit op 22 maart 2011. Het werd ontwikkeld en uitgebracht door Rovio Entertainment.

## Ontwikkeling
Angry Birds Rio, een op zichzelf staand spel uit de reeks (gebaseerd op de film Rio) kwam in maart 2011 uit voor iOS, Android en Mac OS X. In deze versie komen de vogels in Rio de Janeiro terecht. 

## Hoofdstukken
Angry Birds Rio bevatte oorspronkelijk twee hoofdstukken, elk met 30 levels. Hierin redden ze in het eerste level gekooide vogels, en in het twee en derde niveau vallen ze zijdeaapjes aan. Achteraf werd er een hele reeks nieuwe hoofdstukken gepland.

### Rio 1
|   | Naam              | Levels | Datum            |
| - | ----------------- | ------ | ---------------- |
| 1 | Smugglers' Den    | 36     | 22 maart 2011    |
| 2 | Jungle Escape     | 36     | 22 maart 2011    |
| 3 | Beach Volley      | 36     | 12 mei 2011      |
| 4 | Carnival Upheaval | 36     | 8 juni 2011      |
| 5 | Airfield Chase    | 36     | 18 augustus 2011 |
| 6 | Smugglers' Plane  | 36     | 22 november 2011 |
| 7 | Market Mayhem     | 36     | 11 maart 2013    |
| 8 | Golden Beachball  | 36     | 1 augustus 2011  |
| B | Bonus Awards      | 12     | 16 maart 2012    |

### Rio 2
|   | Naam          | Levels | Datum             |
| - | ------------- | ------ | ----------------- |
| P | Playground    | 5      | 20 februari 2014  |
| 1 | Rocket Rumble | 26     | 18 december 2013  |
| 2 | High Dive     | 26     | 20 februari 2014  |
| 3 | Blossom River | 26     | 10 april 2014     |
| 4 | Timber Tumble | 26     | 15 juli 2014      |
| 5 | Hidden Harbor | 15     | 15 juli 2014      |
| 6 | Treasure Hunt | 40(+6) | 25 september 2015 |

## Ontvangst
| Beoordeeld door | Jaar | Platform | Score |
| --------------- | ---- | -------- | ----- |
| GamerGen        | 2011 | Android  | 90%   |
| 148apps         | 2011 | iPad     | 80%   |
| AppSafari       | 2011 | iPhone   | 80%   |